# Судова справа проти грецької хунти
Судовий процес над грецькою хунтою (грец. Οι Δίκες της Χούντας) — суди над членами військової хунти (так званий «Режим полковників»), які керували Грецією між 21 квітня 1967 року та 23 липня 1974 року. На цих судах підсудними були як учасники державного перевороту, так й інші члени хунти з різними званнями, які брали участь в жорстокому придушенні повстання в Афінському Політехнічному університеті та в тортурах над студентами. 
Лідери військового перевороту були офіційно арештовані під час періоду метаполітефсі, перехідного періоду, який розпочався одразу після закінчення влади хунти, а в серпні 1975 року уряд Константіноса Караманліса висунув звинувачення в державній зраді та в незаконному повстанні проти Георгіоса Пападопулоса та інших заколотників. Масовий судовий процес, описаний як «грецький Нюрнберг» і відомий як «судовий процес проти заколотників», був влаштований у в'язниці «Коридаллос» під посиленою охороною.
Основні лідери перевороту 1967 року Георгіос Пападопулос, Стиліанос Паттакос та Ніколаос Макарезос були засуджені до смертної кари за державну зраду після суду. Незабаром після оголошення вироків уряд Караманліса замінив покарання на довічне позбавлення волі. 
Судовий процес над заколотниками супроводжувався іншим процесом, який розслідував події повстання в Афінському Політехнічному університеті, відомий як «Політехнічний судовий процес», і, нарешті, серія судових процесів, пов'язаних із випадками катувань, відомих у Греції як «судові процеси над катами».
Журналіст і автор Леслі Фінер, якого хунта вигнала з Греції в 1968 році, писав 1975 року в журналі про судові процеси: "Суд над 20 лідерами перевороту 1967 року є випробуванням демократичного правосуддя. Серед інших його функцій - це екзорцизм та виховання". Під час судового процесу були показані підлість, змовництво, корумпованість та некомпетентність режиму, і це викриття сприяло демістифікації, а разом з цим і руйнуванню міфів про хунту. Корумпованість, яка була висвітлена під час суду, була настільки поширеною, що здивувала навіть військових. Деталі катувань старших офіцерів їхніми підлеглих, розкриті під час судових процесів, глибоко вразили кар’єрних офіцерів. Вторгнення на Кіпр стало останньою краплею, після якої військові відмовилися підтримувати хунту та перестали будь-яким чином підтримувати військових, які поводяться як політики.

## Передумови
Після повалення хунти в липні 1974 року, коли країна вступила в період метаполітефсі, і перед парламентськими виборами в листопаді того ж року, перехідний уряд на чолі з Костантіносом Караманлісом різко критикувала опозиція, включаючи Георгіоса Мавроса, лідера партії «Центристський союз — Нові сили» (основна опозиційна партія на той час) через те, що він занадто поблажливий до членів нещодавно скинутої військової хунти.
Маврос вимагав заарештувати керівників хунти, оскільки вважав це необхідним для очищення політичного життя країни. На той момент він заявив, що як тільки парламент буде скликаний після виборів 1974 року, він винесе на розгляд законопроєкт про скасування будь-якого імунітету, який хунта могла б надати для захисту своїх членів. 
Газети вимагали ще більшого, а саме розслідування ролі бригадира Іоаннідіса в придушенні Політехнічного повстання, яке преса назвала "різаниною". Дімітріос Іоаннідіс був тіньовим лідером хунти в останні роки її існування, якого в пресі назвали "невидимим диктатором".
Уряд Караманліса відреагував на ці вимоги і наказав заарештовувати лідерів хунти Георгіоса Пападопулоса, Стіліаноса Паттакоса, Ніколаоса Макарезоса, Іоанніса Ладаса та Міхаїла Руфогаліса. 
Крім того, Георгіосу Пападопулосу, Дімітріосу Іоаннідісу, Ніколаосу Дертіліус, Василіосу Буклакосу та Еліасу Цапурісу, які були відповідальними за придушення Політехнічного повстання, заборонили залишати країну, оскільки ходили чутки, що вони планують втекти за кордон. 
24 жовтня 1974 року Георгіос Пападопулос, Стіліанос Паттакос, Ніколаос Макарезос, Іоанніс Ладас та Майкл Руфогаліс були заарештовані і звинувачені у змові. Згодом їх відправили на острів Кеа.
Іоаннідіс тоді не був заарештований, з офіційним поясненням, що він не брав участі в змові групи Пападопулоса. Однак газети, такі як To Vima, стверджували, посилаючись на перевірені джерела, що Іоанідіс зник і його неможливо знайти. 
Одразу після того, як групу з п'яти членів хунти було вислано до Кеа, опозиція почала вимагати оголошення подробиць щодо дій Пападопулоса та його співучасників до їх арешту, а уряд спростував чутки про настрої на підтримку хунти серед військових. 
Під час свого перебування на острові Кеа, Пападопулос здавався впевненим, що йому та членам його хунти буде надана амністія, і вони врешті-решт будуть балотуватися на посади та бути обраними. Однак, після тримісячного перебування на острові, в лютому 1975 року Пападопулос та інші чотири лідери хунти були перевезені торпедним катером до порту Пірей, а далі до в'язниці Коридаллос. Іоаннідіс, заарештований 14 січня 1975 року вже був у в'язниці, коли туди прибули Пападопулос та його спільники.

## Учасники державного перевороту

### Судовий процес над учасниками перевороту 21 квітня 1967 року
28 липня 1975 року відбувся суд над учасниками перевороту (грец. Η Δίκη των Πρωταιτίων), головуючим суддею був Іоанніс Деянніс. Константінос Стаматіс та Спірідон Канініас були прокурорами.
Деянніс був призначений до Аріос Пагос (Верховного цивільного та кримінального суду) за правління хунти. Мандат судового розгляду полягав у вивченні подій навколо перевороту 21 квітня 1967 року, за які Пападопулоса та понад двадцятьох інших співвідповідачів звинуватили у вчиненні державної зради та заколоту. Заходи безпеки під час судового процесу були надзвичайними: тисяча солдатів, озброєних автоматами, охороняли периметр в'язниці, а дороги, які вели до в'язниці, патрулювали танки. 
Незважаючи на ці події, Пападопулос висловив впевненість журналістам, що він не залишатиметься ув'язненим довго. Він також взяв на себе повну відповідальність за квітневий переворот, але відмовився захищатися. Слідом за Пападопулосом, Стіліанос Паттакос, Ніколаос Макарезос та інші члени хунти заявили, що не братимуть участі в суді. Димитріос Іоанідіс оголосив, що судовий процес "на жаль, не є цікавим". 
Адвокати захисту заявили, що їхні клієнти відмовились брати участь в судовому процесі, оскільки уряд Караманліса вже визначив результати судового розгляду, оголосивши переворот 1967 року кримінальним злочином. Адвокати шістнадцяти підсудних покинули залу суду в перший день судового розгляду, заявивши, що вони не можуть виконувати свої обов'язки в умовах терору та насильства, на що головуючий суддя Іоанніс Деянніс відповів: "Нехай усі, хто бажає піти — йдуть!". 
Хоча між підсудними була домовленість, що вони мають мовчати під час судового розгляду і не висловлювати жодних заяв, Пападопулос порушив мовчання і заявив суду: "Я є лідером Революції і я відповідаю за все". Паттакос, Макарезос та інші члени хунти були здивовані, почувши заяву Пападопулоса, оскільки вони вважали, що вони домовились про те, що вони не будуть політизувати судовий процес, виходячи з їхньої впевненості, що їм нічого не вигравати. На їхню думку, в них не було підтримки серед людей і в армії. 
Обвинувачення у заколоті було оскаржене, оскільки, хоча полковники насправді захопили владу незаконно, вони зробили це за згодою свого старшого офіцера генерал-лейтенанта Грігоріоса Спандідакіса, який навіть приєднався до перевороту. Далі сам Караманліс, прийнявши запрошення призначеного хунтою президента Федона Гізікіса повернутися до Греції, надав хунті легітимність. Крім того, саме Гізікіс прийняв від Караманліса присягу на посаду прем'єр-міністра. 
Під час судового процесу позиції Спандідакіса, Зоїтакіса та Стамателопулоса відрізнялися від позиції інших членів хунти. Це відхилення від загальної лінії захисту змусило Пападопулоса розкритикувати одного зі своїх захисників за спробу допитати одного із свідків Зоїтакіса. Він, як повідомляється, вигукнув "він не один із наших свідків, не задавай йому жодних питань".
Іоаннідіс заявив суду: "Я визнаю свою участь в революції 21 квітня 1967 року. Я завжди був солдатом протягом усього свого життя і діяв відповідно до своєї совісті. Мені нічого більше додати". Деянніс прокоментував: "Вас не звинувачують в участі в революції. Вас звинувачують у двох злочинах - не бійтеся цього терміну - державній зраді, цей термін не дуже гідно приписувати вам; а другим злочином, в якому вас звинувачують, є заколот. У цих двох злочинах вас звинувачують. В участі в революції вас не звинувачують"  Тоді Іоаннідіс відповів: "Я визнаю свою участь в революції та будь-які наслідки, що випливають із цього".
Панайотіс Канеллопулос, останній легітимний прем'єр-міністр Греції до перевороту, виступаючи свідком обвинувачення, свідчив, як його заарештували озброєні автоматами солдатами та привезли до палацу на зустріч із королем Костянтином II. Він додав, що під час зустрічі він закликав короля використати свій статус головнокомандувача грецької армії, щоб наказати лояльним офіцерам зупинити переворот, але король відмовився це робити, бо побоювався кровопролиття. 
На судовому засіданні Канеллопулос також заявив, що всупереч його пораді, король Костянтин прийняв присягу від уряду полковників, що сприяло легітимізації їхнього правління. Покази Канеллопулоса призвели до послаблення позицій звинувачення щодо заколоту. Канеллопулос під час своїх свідчень також визнав свою відповідальність "перед історією" за те, що не перешкоджав перевороту. Він засвідчив, що не було жодних вказівок на те, що полковники планували щось «за спиною» найвищих ешелонів армійського керівництва.
Пападопулос відмовився давати показання і лише заявив: "Я відповідальний лише перед історією та грецьким народом", на що головуючий суддя Деянніс відповів: "Ви вважаєте що історія відсутня в цій залі суду?". Пападопулос не відповів. 
На питання про участь Центрального розвідувального агентства (ЦРУ) в перевороті, поширеного переконання в Греції, на суді не було дано відповідей. Деянніс заборонив усі дискусії з цього приводу із зауваженням, що судовий процес був обмежений лише з'ясуванням фактів, які стосуються того дня, коли відбувся переворот. Єдине свідчення щодо участі ЦРУ було надане Андреасом Папандреу, який наполягав на тому, щоб полковники тісно співпрацювали із ЦРУ. 

### Вирок
Суд над заколотниками закінчився 23 серпня 1975 року. Пападопулос, Ніколаос Макарезос і Стиліанос Паттакос були засуджені до смертної кари через розстріл, а Дімітріос Іоаннідіс отримав довічне ув'язнення. Семеро інших були засуджені до термінів від 5 до 20 років, а ще двоє були виправдані. Злочини були визнані "миттєвими", а не "безперервними", і вважалося, що вони тривали лише в період 20–21 квітня 1967 року. Вирок унеможливив притягнення до кримінальної відповідальності тих, хто допомагав хунті.
| Члени хунти | Вирок                                                                                       |
| --- | ------------------------------------------------------------------------------------------- |
| Георгіос Пападопулос, Стиліанос Паттакос, Ніколаос Макарезос | Звільнення із ганьбою, смертна кара за заколот, довічне ув'язнення за державну зраду.       |
| Григоріос Спандідакіс, Антоніос Лефкас, Ніколаос Дертіліс, Дімітріос Іоаннідіс, Міхаїл Балопулос, Георгіос Константопулос, Теодорос Теофілогіаннакос, Георгіос Зоітакіс | 10 років ув'язнення за заколот, звільнення з ганьбою, довічне ув'язнення за державну зраду. |
| Іоанніс Ладас, Константінос Пападопулос, Михаїл Руфогаліс, Стефанос Караберіс                                                                                           | Довічне ув'язнення.                                                                         |
| Димітріос Стамателопулос | 5 років ув'язнення.                                                                         |
| Одіссеас Аггеліс | Звільнення з ганьбою, 20 років ув'язнення.                                                  |
| Петрос Коцеліс, Ніколаос Гантонас, Евангелос Цакас | 20 років ув'язнення.                                                                        |
| Костантінос Асланідіс, Костантінос Карідас, Александрос Хаціпетрос | Не винні.                                                                                   |

Смертні вироки пізніше були замінені урядом Караманліса на довічні ув'язнення. 
У Стамателопулоса почалися суперечки з Пападопулосом вже невдовзі після перевороту, і він почав публікувати критичні статті проти хунти у газеті «Врадині». Він був єдиним обвинуваченим, за яким визнали пом'якшувальні обставини і який чесно пошкодував про свою участь в перевороті. Своїми статтями він допомагав протистояти режиму.

## Політехнічне повстання

### Судовий процес щодо придушення Політехнічного повстання
16 жовтня 1975 року о 9 годині ранку відбувся другий процес, що розслідував події щодо повстання в Афінському Політехнічному університеті (грец. Η Δίκη του Πολυτεχνείου). Він розпочався в тій же залі суду, що і перший судовий процес, і тривав загалом п'ятдесят сім днів. На ньому було тридцять три обвинувачених, серед яких були Пападопулос, Іоаннідіс, Міхаїл Руфогаліс, Василіос Буклакос, Еліас Ціпарас та Нікос Дертіліс. Пападопулос, Іоаннідіс, Руфогаліс та Дертіліс вже були засуджені першоим судовим процесом та відбували покарання. 
Єдиним підсудним, який не був присутнім на судовому засіданні, був Еліас Ціапарас, звинувачений у вбивстві, який уникнув ув'язнення, оскільки він успішно переховувався. Всього було 237 свідків обвинувачення та захисту та близько 50 адвокатів. 
Попереднє розслідування подій Політехнічного повстання було проведене прокурором Дімітріосом Цевасом, який 14 жовтня 1974 року подав результати свого розслідування до канцелярії генерального прокурора. У своїй доповіді Цевас визначив, що Іоаннідіс та його заступник Руфогаліс були на місці подій та скерували своїх людей з метою створити через розстріли та насильство умови, які б принесли користь запланованому перевороту Іоаннідіса проти Пападопулоса.
Іоанідіс і Пападопулос, хоча вони сиділи близько один до одного, жодного разу не обмінювалися поглядом. Під час другого судового процесу було показано документальний фільм, знятий голландськими журналістами, який демонстрував події навколо триденного протесту в Політехнічній школі, з моменту коли туди прийшли студенти, і до моменту зносу танками воріт навчального закладу. Під час демонстрації, Пападопулос не звертав уваги на фільм, здебільшого дивився вниз, тоді як Іоаннідіс дивився фільм, як повідомляється, бувши незворушним. 
Антоніс Агрітеліс, який був водієм Дертіліса, засвідчив, що він бачив як Дертіліс стратив молоду людину на проспекті Патіссіон. За свідченнями Агрітеліса, після вбивства, Дертіліс повернувся до машини і похвалився своєю майстерністю. Дертіліс заперечував свідчення Агрітеліса, але суд засудив його, частково на основі цих свідчень.
Паттакос засвідчив, що викликав Іоаннідіса до свого кабінету у вересні 1973 року через чутки, що він планує повалення режиму Пападопулоса. Іоанідіс спростував ці чутки і фактично запевнив Паттакоса в своїй "військовій честі", що він прихильник Конституції та реформ Пападопулоса. Паттакос також зазначив, що він дуже добре знав, що вдень 24 листопада 1973 року Іоаннідіс був викликаний самим Пападопулосом, і в присутності Макарезоса він знову категорично спростував чутки про планування перевороту. Паттакос додав, що через кілька годин після цієї зустрічі, близько 3:30 наступного дня, на вулицях Афін з'явилися танки, і Федон Гізікіс був приведений до присяги рано вранці як формальний Президент республіки.
Під час другого дня судового розгляду адвокати Пападопулоса висловили заперечення, що суд не має юрисдикції щодо їх клієнта відносно до подій в Політехніці, оскільки на той момент він був Президентом Греції, а тому мав президентський імунітет. Суд негайно пішов на перерву для подальшого обговорення. Після відновлення судового засідання, суд оголосив своє рішення. Суд встановив, що Пападопулос не був захищений від судового переслідування посадою президента республіки під час подій, оскільки переворот 21 квітня 1967 року ініціював насильство проти грецької держави та узурпував владу, тому уряд хунти судом вважався результатом насильства. Суд встановив, що Пападопулос не був законним президентом республіки на той час, і як такий, не є захищеним від судового переслідування. 
Після винесення постанови про відсутність недоторканності, Джоргос Альфантакіс, адвокат Іоаннідіса, виступив з клопотанням про розділення та перенесення судового розгляду на тій підставі, що обвинувальний акт не має повного обґрунтування: хоча в постанові було зазначено, що Іоаннідіс заохочував і переконував командирів силових структур діяти злочинним шляхом під час придушення повстання, імена командирів у обвинувачувальному акті не згадувалися. Суд відхилив клопотання. 

### Вирок
31 грудня 1975 року колегія судів, яка складалася з п'яти осіб, засудила 20 з 32 обвинувачених і визнала Іоаннідіса єдиною особою, морально відповідальною за події. 
| Член хунти           | Вирок                |
| -------------------- | -------------------- |
| Дімітріос Іоаннідіс  | Сім довічних вироків |
| Георгіос Пападопулос | 25 років ув'язнення  |
| Барнабас             | Три довічні вироки   |
| Ніколаос Дертіліс    | Довічний вирок       |
| Загоріанакос         | 25 років             |
| Мавроїдіс            | 25 років             |
| Караянніс            | 25 років             |
| Лімберіс             | 25 років             |

## Кати

### Суд над катами
Окрім двох цивільних судових процесів щодо державного перевороту та щодо Політехнічних подій, було ще шість судових процесів, які стосувались застосування катувань режимом. Два судові процеси відбулись над членами військової поліції. Перший судовий процес розпочався 7 серпня 1975 року в Афінському постійному військовому суді. Другий судовий процес почався 13 жовтня 1975 року, а вирок оголошено 9 грудня 1975 року. Загалом, серед підсудних були 18 офіцерів та 14 солдатів, яким висунули звинувачення, пов'язані із застосуванням тортур під час допитів. Другий судовий процес досліджував звинувачення в тортурах у в'язниці Богіаті та в армійських частинах, розташованих в префектурі Аттика. Ці судові процеси супроводжувались чотирма додатковими судовими процесами, які розглядали звинувачення у тортурах проти працівників силових структур та поліції. Останній із судових процесів щодо катувань розпочався у листопаді 1976 року. Загалом було проведено від ста до чотирьох сотень судових засідань. Число не можна визначити точно, оскільки деталізовані записи про кількість засідань не велись. 
Під час першого судового розслідування, катам були висунуті такі обвинувачення: 
- Неодноразове зловживання владою.
- Насильство щодо старшого офіцера.
- Незаконне позбавлення волі.
- Нанесення тілесних ушкоджень звичайної і серйозної тяжкості.
- Неодноразові образи гідності старших офіцерів.

Кожному з підсудних були висунуті звинувачення різної степені, але єдиним офіцером, який визнав свою вину за всіма звинуваченнями, був сержант Міхаїл Петроу, колишній охоронець в Афінському штабі військової поліції, який повернувся до Греції з-за кордону щоб постати перед судом. 
Проблемою для сторони обвинувачення стала крадіжка та знищення файлів військової поліції. Ці файли так і не були знайдені і не використовувалися в жодному із судових процесів. Документи, які спочатку були представлені в суді старшими офіцерами військової поліції, пізніше зникли і ніколи не були знайдені знову.
Під час судових процесів над працівниками військової поліції, Теодорос Теофілогіаннакос, разом з керівництвом армії, просив не засуджувати жодного з обвинувачених військових нижчих рангів. Його обґрунтування полягало в тому, що такий прецедент заохочуватиме щойно легалізовану Комуністичну партію Греції погрожувати військовим поліцейським покаранням, у випадку якщо солдати виконуватимуть юридично сумнівні накази. Це би їх деморалізувало і змусило би сумніватись в законності кожного виданого їм наказу. В такому разі, солдати не виконували би будь-які накази, видані їх командирами, коли виникають сумніви в легітимності цього наказу. Відмова виконувати наказ була б незаконною з точки зору армії і похитнула би дисципліну військових, на думку Теофілогіаннакоса. Він продовжував заявляти: "Засудіть нас, командирів, до смерті, якщо хочете. Все, що має значення, - це врятувати державу".
Прокурор заявив суду про Теофілогіаннакоса таке: "керуючись сліпим антикомунізмом, він бачить «руку комуністів» в кожному найменшому супротиві диктаторському режиму". Під час другого судового засідання, Теофілогіаннакос просив суд заборонити свідчити депутату парламенту від Комуністичної партії Костасу Каппосу, на тій підставі, що він атеїст. 
Один із обвинувачених, Дімітріос Кофас, був відомий як "лікар апельсинового соку", оскільки він призначав апельсиновий сік як панацею від будь-яких недуг, в тому числі і від наслідків катувань. У справі, в якій потерпілим був його пацієнт, офіцер ВПС Ніколаос Стапас, Кофас призначив йому апельсиновий сік при гематурії, спричиненою сильними катуваннями. Лікар був засуджений за одинадцять задокументованих випадків порушення присяги лікаря. 

### Вирок
| Працівник військової поліції       | Вирок (перший судовий розгляд) | Вирок (другий судовий розгляд) |
| ---------------------------------- | ------------------------------ | ------------------------------ |
| Хаджизісіс                         | 23 роки                        | 7 років                        |
| Теофілогіаннакос                   | 20 років                       | 7 років                        |
| Спанос                             | 20 років                       | 5 років                        |
| Цалас                              | 15 років                       | 4 роки                         |
| Кофас ("лікар апельсинового соку") | 7 років                        | 7 років                        |

## Ув’язнення
У в'язниці лідери хунти зверталися один до одного, використовуючи їхні колишні титули, такі як "міністр" та "президент", і з великою повагою ставилися до Пападопулоса. Однак Пападопулос неохоче спілкувався і полюбляв обідати на самоті. Тодішній начальник в'язниці «Коридаллос» Янніс Папатанассіу пізніше опублікував книгу "В'язничний щоденник: «Коридаллос 1975–79»", де описав зручності, якими користувались ув'язнені члени хунти, такі як кондиціонери, телевізори та тенісні корти. 
Папатанассіу в своїй книзі описує, як Міністерство юстиції під тиском симпатиків хунти розпорядилося про ці спеціальні умови для ув'язнених. Папатанассіу також детально розповів про свою постійну пильність, намагаючись розкрити будь-які плани втечі. Він також розповів, як через своїх адвокатів ув'язнені долучилися до грецьких законодавчих виборів 1977 року, підтримуючи праву партію. Інші, звичайні ув'язнені настільки розлютились комфортними умовами для членів хунти, що вони влаштували бунт. 
План надання амністії лідерам хунти урядом Константіноса Міцотакіса в 1990 році був скасований після протестів як соціалістів і комуністів, так і навіть консерваторів.
Пападопулос та ще сім інших членів хунти були розміщені в максимально захищеному блоці А. Пападопулос проживав на другому поверсі комплексу разом з іншими членами його режиму, тоді як Іоаннідіс проживав на першому поверсі. 
Попри те, що Паттакос і Макарезос були випущені з в'язниці достроково через їх стан здоров'я, Пападопулос ніколи не просив про помилування і залишався у в'язниці до своєї смерті. Він помер у лікарні 27 червня 1999 року, після перевезення з Коридаллоса. 
Під час ув'язнення Іоаннідіс, як повідомлялося, читав військові книги та книги про ЦРУ. Через свою причетність до повалення Пападопулоса, праві звинуватили його в тому, що він зрадив присязі, яку він дав влітку 1971 року Пападопулосу та ще двадцяти членами хунти, що він визнає Пападопулоса лідером "Революції", тобто хунти, і тому він несе відповідальність за наступні події, особливо за остаточний крах режиму. Саме тому він не контактував з Пападопулосом та іншими членами хунти які були поруч, і більшу частину свого часу він проводив наодинці в ізольованій камері. Попри це, він іноді влаштовував вечірки, на яких були присутні колишні працівники військової поліції, які проживали на третьому поверсі блоку. 
Іоаннідіс та його спільник Нікос Дертіліс ніколи не просили про помилування. Наприкінці 2005 року адвокати Іоаннідіса та Дертіліса подали клопотання суду про їх звільнення, але водночас Іоаннідіс заявив, що не шкодує ні про які свої дії. Суд в Піреї відхилив клопотання адвокатів, виходячи з відсутності каяття зі сторони ув'язнених. В 2008 році Іоаннідіс був перевезений з Коридаллоса до шпиталю в Нікеї через хворобу. Іоаннідіс помер 16 серпня 2010 року від респіраторних проблем.
Стиліанос Паттакос, навіть перебуваючи у в'язниці, демонстрував постійну відданість Пападопулосу. Повідомляється, що він із задоволенням слухав релігійну музику, яку йому надавав чернець, і в своїх тюремних спогадах він описує, як йому подобалося доглядати за невеликим садом та маленьким ставом з 21 золотою рибкою. Дві речі, які він згадує у своїх спогадах, які йому не подобалися у в’язниці, це постійний шум, який він характеризує як "тортури", а також те, що форма ставка виглядала як серп і молот. 
23 березня 1987 року Аггеліс покінчив життя самогубством у своїй камері, у віці 75 років. Паттакос був звільнений із в'язниці у вересні 1990 року через "непоправну шкоду його здоров'ю". 
Дертіліс був останнім членом хунти, який залишився у в'язниці. Він помер 28 січня 2013 року, у віці 94 років.

## Спадщина
Успішне засудження хунти і суворі вироки винесені її керівникам, надіслали повідомлення потенційним змовникам в армійському середовищі про те, що епоха імунітету від суду для військових незворотно закінчилася.
Судові справи щодо тортур вчинених військовою поліцією, були визнані правозахисною організацією Amnesty International першими після Нюрнберзького процесу судовими процесами міжнародного рівня, які передбачали притягнення до кримінальної відповідальності за катування. Суд над працівниками військової поліції також належить до небагатьох судових процесів проти катів в історії людства. Оскільки країни рідко переслідують катів, ці судові процеси стали предметом наукових досліджень, про ці судові процеси було опубліковано багато наукових робіт.
В 1977 році організація Amnesty International  опублікувала звіт про перший судовий процес проти катів у Греції, з подвійною метою: документування застосування катувань у сучасному репресивному режимі та використання його як прикладу притягнення катів до відповідальності, ґрунтуючись на переконанні, що грецький досвід може принести користь якійсь іншій країні.
Суди над хунтою також послугували демістифікації міфу про грамотних, професійних, непідкупних та етичних військовослужбовців.

## Медійні матеріали
- Судовий процес над Хунтою — фільм з IMDB. Режисер Т. Теодосопулос, продюсер Маґгос Теодосопулос, музика Г. Яноулатоса і пісні Алькестіса Протопсалті.
- В'язничний щоденник: «Коридаллос 1975–79». Янніс Папатанасіо
- Судовий процес, книга Іоанніса Деянніса.
- Diki ton vasaniston: EAT / ESA 1967-74, I (1982) (Судовий процес над катами в IMDB)
- Книга: Судовий процес над хунтою, 12 томів